# Swadistana

El chakra svadhishthana se representa con una flor de loto rojo-naranja con seis pétalos. La letra en sánscrito del centro es vam. El tattva del elemento Agua está representado por una media luna plateada.

Svadhishthana, de acuerdo a las tradiciones del tantrismo, se refiere al  chakra svadhishthana (en sánscrito: स्वाधिष्ठान चक्र: , AITS: Svādhiṣṭhāna cakra, en castellano: 'la base de uno mismo') o chakra sacro, el segundo de los seis chakras primarios, el cual se ubica en la base del plexo sacro. Está simbolizado por una flor de loto con seis pétalos y el color rojo-naranja.

## Etimología
La palabra sánscrita svadhishthana significa ‘la base de uno mismo’.
- svādhiṣṭhāna, en el sistema AITS (alfabeto internacional para la transliteración del sánscrito) se compone de dos palabras:
  - svā que significa 'lo propio'.[5]
  - adhiṣṭhāna que significa 'base'.[6]
- स्वाधिष्ठान, en escritura devanāgarī del sánscrito.

La palabra sánscrita chakra significa ‘rueda’:
- cakra, en el sistema AITS (alfabeto internacional para la transliteración del sánscrito).[7][8]
- चक्र, en escritura devanāgarī del sánscrito.

## Descripción

### Ubicación
Este centro se ubica en la zona de los genitales, aproximadamente a 3 cm por encima de la parte inferior de la columna vertebral donde se encuentran el cóccix y el sacro.

### Símbolos
Está simbolizado por una flor de loto rojo-naranja con seis pétalos con una media luna plateada en la base del centro, esta representa el tattva del Agua, su elemento asociado.
También el segundo chakra está simbolizado por el makara, un animal legendario similar al cocodrilo, la imagen del ap (en sánscrito: अप्, en castellano: 'agua'). Jung lo interpreta como el leviatán: si en el chakra muladhara el elefante representa el animal más grande sobre la tierra, en el agua sería este gran monstruo marino.

### Matrikas
En cada pétalo se inscriben las 6 consonantes o matrikas (AITS: mātṛkās), que son las letras del alfabeto pronunciadas como mantras. Así tenemos, desde arriba en sentido horario:

| n.º | Matrika | Consonante | Consonante en sánscrito | Descripción   | Ref.                 |
| --- | ------- | ---------- | ----------------------- | ------------- | -------------------- |
| 1   | Bang    | baṁ        | ब                       | sonido labial | [ 16 ] [ 18 ] [ 19 ] |
| 2   | Bhang   | bhaṁ       | भ                       | sonido labial | [ 16 ] [ 18 ]        |
| 3   | Mang    | maṁ        | म                       | sonido labial | [ 16 ] [ 18 ]        |
| 4   | Yang    | yaṁ        | य                       | semivocal     | [ 16 ] [ 18 ]        |
| 5   | Rang    | raṁ        | र                       | semivocal     | [ 16 ] [ 18 ]        |
| 6   | Lang    | laṁ        | ल                       | semivocal     | [ 16 ] [ 18 ]        |

### Vritti
En cada pétalo también se inscriben seis vritti (en sánscrito: वृत्ति, AITS: vrtti, en castellano: 'vórtice' o 'torbellino'). Los vritti son fluctuaciones de pensamiento, tendencias o torbellinos mentales, que deben ser suspendidos a través del yoga. Los vritti que deben ser manejados en el svadhishthana  son, desde arriba en sentido horario:
| n.º | Vritti              | En sánscrito | En AITS         | Descripción                                                                          | Ref.                        |
| --- | ------------------- | ------------ | --------------- | ------------------------------------------------------------------------------------ | --------------------------- |
| 1   | Prashraya           | प्रश्रय        | praśraya        | Auto indulgencia, permisividad                                                       | [ 16 ] [ 22 ] [ 23 ] [ 24 ] |
| 2   | Krurata             | क्रूरता         | krūratā         | Impiedad, falta de misericordia, desinterés en el dolor ajeno                        | [ 16 ] [ 22 ] [ 24 ] [ 25 ] |
| 3   | Sarvanasha          | सर्वनाश        | sarvanāśa       | Miedo a la aniquilación, terror extremo                                              | [ 16 ] [ 22 ] [ 24 ] [ 26 ] |
| 4   | Murccha o Murchchha | मूर्छा          | mūrchā, mūrcchā | Estupor psíquico, ausencia mental, apatía, falta de claridad, falta de sentido común | [ 16 ] [ 22 ] [ 24 ] [ 27 ] |
| 5   | Avajina             | अवज्ञा         | avajñā          | Desprecio, desdén, menosprecio, indiferencia                                         | [ 16 ] [ 22 ] [ 24 ] [ 28 ] |
| 6   | Avishvasa           | अविश्वास        | aviśvāsa        | Desconfianza en los demás, sospecha, falta de confianza en uno mismo                 | [ 16 ] [ 22 ] [ 24 ] [ 29 ] |

## Función
De acuerdo a Jung, el Svadhishthana reúne todos los atributos que caracterizan a lo subconsciente, es el inicio de la energía psíquica. Es a través del agua del chakra corona que se deja lo terrenal y empieza la espiritualidad humana.

### Activación
El bija mantra para activar este chakra es Vum. La nota musical para la activación es Rsabha o Re (en hindi: ऋषभ), que corresponde a la nota Re en el sistema de notación musical latino.

## Svadhishthana en el Sat-Chakra-Nirupana
En la traducción de John George Woodroffe (1865–1936) del Shat-chakra-nirupana (AITS: Ṣaṭ Cakra Nirūpaṇa, en castellano: 'estudio de las seis ruedas') escrito por Swami Purnananda se menciona al chakra svadhisthana en los versículos 14 a 18, a continuación se presentan el primero y el último:
Versículo 14

"Sindūra-pūrarucirāruņapadmamanyat

sauṣuṁņamadhyaghaṭitaṁ dhvajamūladeśe

Aṅgacchadaiḥ parivṛtaṁ taḍidābhavarņaiḥ

bādyaiḥ sabindu-lasitaiśca Puraṁdarāntaiḥ"
Hay otra Rueda situada dentro de la espina dorsal,

en la raíz de los genitales, de un hermoso color bermellón.
 
En sus pétalos están las Letras Sagradas

con el Signo superpuesto del brillante color del relámpago.

Versículo 18

"Svādhiṣṭhānākhyametatsarasijamamalaṁ cintayedyomanusya-

stasyāhaṁkāradoṣādiksakalarepuḥ kṣīyate tatkṣaņena
 
yogīśaḥsoऽpiṃohādbhutatimiracayebhānutulyaprakāśo
 
gadyaih padyaiḥ parabhandhairviracayati sudhāvākyasandoha  lakṣmiḥ"
Quien medite sobre la inmaculada Rueda Control, es liberado inmediatamente de todos sus enemigos,

tal como la falta de las formas de pasión y así sucesivamente.

Llega a ser un Señor entre los ascetas y es como el sol iluminando la espesa oscuridad de la ignorancia.
  
Fluye, en prosa y en verso, en bien razonados discursos y la riqueza de su palabra es como néctar.
Ṣaṭ Cakra Nirūpaṇa (1526 d. C.) por Swami Purnananda

## Nombres alternativos
- En el Tantrismo: adhishthan, bhima, shatpatra, skaddala padma, wari chakra[36]
- En los Vedas (Upanishads tardíos): medhra[36]
- También es conocido como shaddala.[36]